# Мексико на Светском првенству у атлетици на отвореном 2022.
Мексико је на 18. Светском првенству у атлетици на отвореном 2022. одржаном у Јуџину  од 15. до 25. јула учествовао осамнаести пут, односно учествовао је на свим првенствима до данас. Репрезентацију Мексика представљало је 25 такмичара (14 мушкараца и 11 жена) који су се такмичили у 16 дисциплина (9 мушких и 7 женских).,
На овом првенству такмичари Мексика нису освојили ниједну медаљу. У табели успешности према броју и пласману такмичара који су учествовали у финалним такмичењима (првих 8 такмичара) Мексико је са 1 учесницом у финалу делило 67. место са 2 бода.
| Пл.  | Земља   | 1. место | 2. место | 3. место | 4. место | 5. место | 6. место | 7. место | 8. место | Бр. фин. | Бод. |
| ---- | ------- | -------- | -------- | -------- | -------- | -------- | -------- | -------- | -------- | -------- | ---- |
| =67. | Мексико | 0        | 0        | 0        | 0        | 0        | 0        | 1        | 0        | 1        | 2    |

## Учесници
| Мушкарци: - Луис Авилес Фереиро — 400 м - Хесус Тонати Лопез — 800 м - Патрисио Кастиљо — Маратон - Дарио Кастро — Маратон - Андрес Едуардо Оливас Нуњез — 20 км ходање - Хулио Сезар Салазар — 20 км ходање - Хесус Калдерон — 20 км ходање - Рикардо Ортиз — 35 км ходање - Евер Хаир Палма Оливарес — 35 км ходање - Хосе Луис Доктор — 35 км ходање - Едгар Ривера — Скок увис - Узиел Муњоз — Бацање кугле - Дијего дел Реал — Бацање кладива - Дејвид Кареон — Бацање копља | Жене: - Паола Моран — 400 м - Мариела Луиса Реал — 800 м - Лаура Галван — 1.500 м, 5.000 м - Алма Делија Кортес — 1.500 м - Citlali Moscote — Маратон - Риспер Гесабва — Маратон - Алегна Гонзалез — 20 км ходање - Валерија Ортуно — 20 км ходање - Надиа Лизетх Гонзалез Моњарез — 35 км ходање - Алехандра Ортега — 35 км ходање - Аура Либертад Моралес — 35 км ходање |  |

## Резултати

### Мушкарци
| Атлетичар                   | Дисциплина     | Лични рекорд | Квалификације   | Квалификације | Полуфинале            | Полуфинале           | Финале               | Финале       | Детаљи |
| Атлетичар                   | Дисциплина     | Лични рекорд | Резултат        | Место         | Резултат              | Место                | Резултат             | Место        | Детаљи |
| --------------------------- | -------------- | ------------ | --------------- | ------------- | --------------------- | -------------------- | -------------------- | ------------ | ------ |
| Луис Авилес Фереиро         | 400 м          | 44,95        | 46,47           | 6. у гр. 3    | Није се квалификовао  | Није се квалификовао | Није се квалификовао | 30 / 41      |        |
| Хесус Тонати Лопез          | 800 м          | 1:43,44 НР   | 1:44,67 КВ, ЛРС | 2. у гр. 5    | 1:46,17               | 5. у гр. 1           | Није се квалификовао | 13 / 42 (45) |        |
| Патрисио Кастиљо            | Маратон        | 2:11:24      |                 |               |                       |                      | 2:11:51 ЛРС          | 29 / 54 (63) |        |
| Дарио Кастро                | Маратон        | 2:13:37      | 2:18:32         | 51 / 54 (63)  |                       |                      |                      |              |        |
| Андрес Едуардо Оливас Нуњез | 20 км ходање   | 1:19:54      | 1:23:36         | 18 / 43 (45)  |                       |                      |                      |              |        |
| Хулио Сезар Салазар         | 20 км ходање   | 1:20:24      | 1:25:16         | 25 / 43 (45)  |                       |                      |                      |              |        |
| Хесус Калдерон              | 20 км ходање   | 1:20:49      | 1:35:43         | 42 / 43 (45)  |                       |                      |                      |              |        |
| Рикардо Ортиз               | 35 км ходање   | 2:30:07      | 2:27:11 НР, ЛР  | 11 / 40 (50)  |                       |                      |                      |              |        |
| Евер Хаир Палма Оливарес    | 35 км ходање   | 2:31:10      | 2:27:55 ЛР      | 12 / 40 (50)  |                       |                      |                      |              |        |
| Хосе Луис Доктор            | 35 км ходање   | 2:29:24 НР   | 2:32:43         | 22 / 40 (50)  |                       |                      |                      |              |        |
| Едгар Ривера                | Скок увис      | 2,31 НР      | 2,25 кв         | 6. у гр. Б    |                       |                      | 2,19                 | 13 / 26 (29) |        |
| Узиел Муњоз                 | Бацање кугле   | 21,06 НР     | 20,24 кв        | 7. у гр. Б    | 20,01                 | 12 / 29 (30)         |                      |              |        |
| Дијего дел Реал             | Бацање кладива | 78,68 НР     | 74,12           | 7. у гр. А    | Нису се квалификовали | 16 / 38 (30)         |                      |              |        |
| Дејвид Кареон               | Бацање копља   | 81,71        | 73,15           | 10. у гр. А   | Нису се квалификовали | 20 / 27 (28)         |                      |              |        |

### Жене
| Атлетичарка                   | Дисциплина   | Лични рекорд | Квалификације      | Квалификације      | Полуфинале            | Полуфинале            | Финале                | Финале       | Детаљи |
| Атлетичарка                   | Дисциплина   | Лични рекорд | Резултат           | Место              | Резултат              | Место                 | Резултат              | Место        | Детаљи |
| ----------------------------- | ------------ | ------------ | ------------------ | ------------------ | --------------------- | --------------------- | --------------------- | ------------ | ------ |
| Паола Моран                   | 400 м        | 51,02        | 52,28              | 5. у гр. 1         | Нису се квалификовале | Нису се квалификовале | Нису се квалификовале | 27 / 43      |        |
| Мариела Луиса Реал            | 800 м        | 2:00,92 НР   | 2:03,24            | 8. у гр. 1         | Нису се квалификовале | Нису се квалификовале | Нису се квалификовале | 37 / 45      |        |
| Лаура Галван                  | 1.500 м      | 4:04,98 НР   | 4:07,25            | 11. у гр. 2        | Нису се квалификовале | Нису се квалификовале | Нису се квалификовале | 21 / 42      |        |
| Алма Делија Кортес            | 1.500 м      | 4:06,06      | 4:13,92            | 13. у гр. 3        | Нису се квалификовале | Нису се квалификовале | Нису се квалификовале | 39 / 42      |        |
| Лаура Галван                  | 5.000 м      | 14:51,15 НР  | 15:15,92           | 11. у гр. 2        |                       |                       | Није се квалификовала | 18 / 35 (37) |        |
| Citlali Moscote               | Маратон      | 2:26:13      |                    |                    |                       |                       | 2:26:33               | 10 / 32 (41) |        |
| Риспер Гесабва                | Маратон      | 2:29:04      | 2:30:47 ЛРС        | 18 / 32 (41)       |                       |                       |                       |              |        |
| Алегна Гонзалез               | 20 км ходање | 1:28:40      | 1:29:40            | 7 / 39 (45)        |                       |                       |                       |              |        |
| Валерија Ортуно               | 20 км ходање | 1:29:11      | Нису завршиле трку | Нису завршиле трку |                       |                       |                       |              |        |
| Надиа Лизетх Гонзалез Моњарез | 35 км ходање | 2:54:08      | 2:52:06 НР, ЛР     | 14 / 35 (41)       |                       |                       |                       |              |        |
| Алехандра Ортега              | 35 км ходање | 2:53:01      | 2:58:46            | 21 / 35 (41)       |                       |                       |                       |              |        |
| Аура Либертад Моралес         | 35 км ходање | 3:02:51      | 3:04:50            | 28 / 35 (41)       |                       |                       |                       |              |        |